# Ian Marter

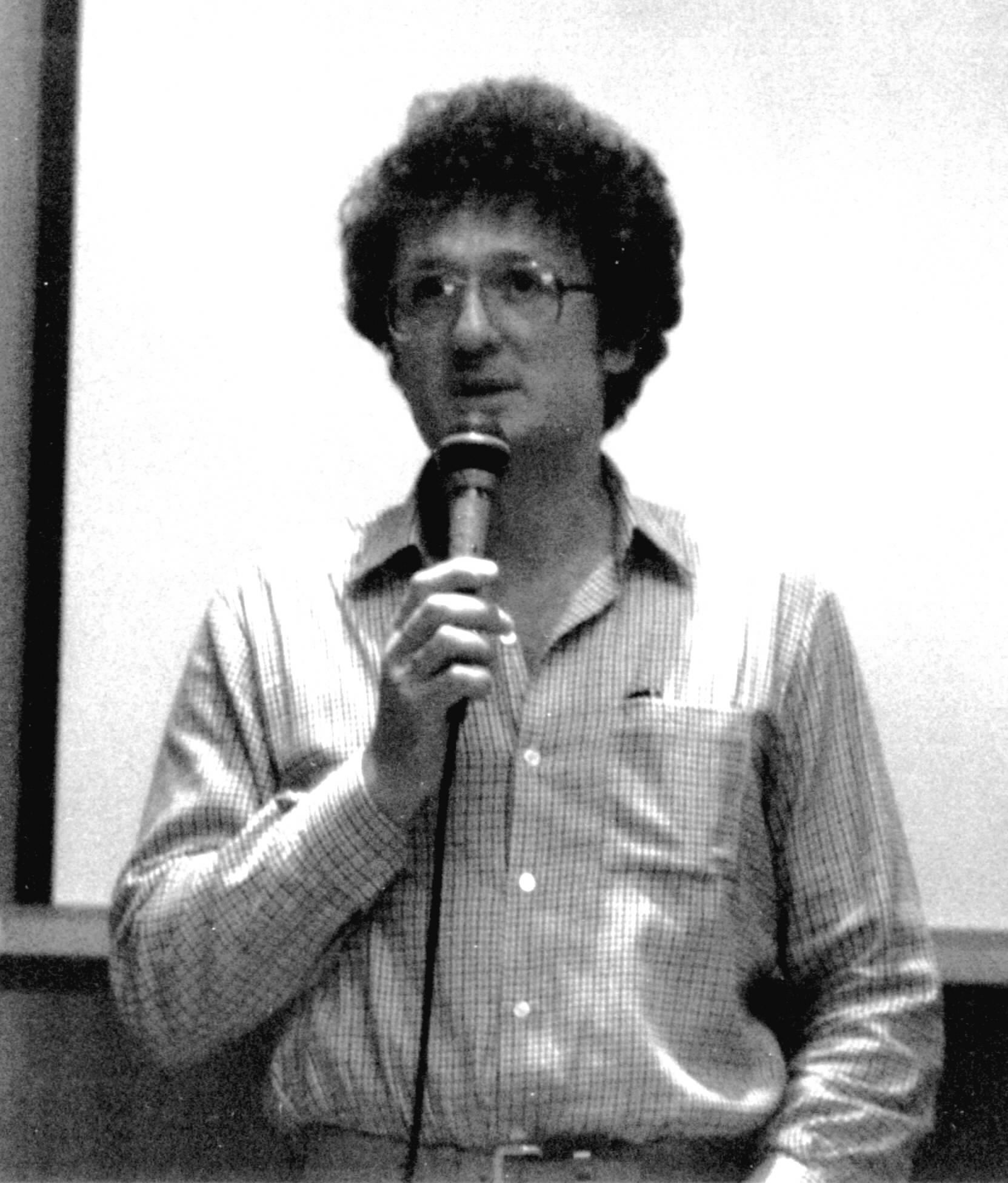
Ian Marter

Ian Don Marter (* 28. Oktober 1944 in Coventry; † 28. Oktober 1986 in London) war ein britischer Schauspieler und Schriftsteller.

## Leben und Karriere
Nach seinem Studienabschluss an der University of Oxford arbeitete Marter als Stagemanager im Bristol Old Vic.
Im Jahr 1973 stellte Marter John Andrews in der Doctor Who Episode Carnival of Monsters dar. Daraufhin bekam er im Juni 1974 die Rolle des Arztes Harry Sullivan angeboten. Harry Sullivan war ein Begleiter des vierten Doktors. The Android Invasion ist die letzte Doctor Who Folge in der Marter Harry Sullivan darstellte.
Auch nach seinem Ausstieg als Darsteller blieb Marter eng mit Doctor Who verbunden. So schrieb er mehrere Doctor Who Romane. Einige seiner Romane wurden auch als Hörbuch veröffentlicht.
Später schrieb Marter gemeinsam mit Tom Baker ein Drehbuch für einen Doctor Who Film namens Doctor Who Meets Scratchman. Scratchman stand für Satan. Jedoch hatten Marter und Baker nicht genügend Geld zur Verfügung um den Film zu drehen. Außerdem verweigerte die BBC die Mitarbeit an dem Projekt. Kurz vor seinem Tod diskutiere Marter mit Nigel Robison, dem Herausgeber der Serie, darüber das Drehbuch zu einem Roman umzuschreiben.
1986 starb Marter an seinem 42. Geburtstag an einem Herzinfarkt.

### Privatleben
Marter litt unter Diabetes. Seine  Eltern waren Donald Herbert und Helen Donaldson.

## Filmografie (Auswahl)
- 1967: Doktor Faustus
- 1971: Das Schreckenskabinett des Dr. Phibes
- 1972–1978: Crown Court (Fernsehserie, 10 Episoden)
- 1973–1975: Doctor Who (Fernsehserie, 31 Episoden)
- 1975: North & South (Miniserie, 2 Episoden)
- 1978: Die Schrecken der Medusa
- 1985: Fell Tiger (Fernsehserie, 5 Episoden)

## Romane
| Doctor Who - 1977: The Ark in Space. ISBN 0-426-11631-3. - 1978: The Sontaran Experiment. ISBN 0-426-20049-7. - 1979: The Ribos Operation. ISBN 0-426-20092-6. - 1981: The Enemy of the World. ISBN 0-426-20126-4. - 1983: Earthshock. ISBN 0-426-19377-6. - 1984: The Dominators. ISBN 0-426-19553-1. - 1985: The Invasion. ISBN 0-426-20169-8. - 1986: Harry Sullivan's War. ISBN 0-426-20250-3. - 1987: The Reign of Terror. ISBN 0-426-20264-3. - 1987: The Rescue. ISBN 0-426-20308-9. | Weitere Romane - 1984: Splash. Als Ian Don, Touchstone, Star Books. - 1985: Baby. Als Ian Don, Disney, Star Books. - 1985: My Science Project. Als Ian Don, Touchstone, Target Books. - 1986: Down and Out in Beverly Hills. Als Ian Marter, Touchstone, Star Books. - 1986: Tough Guys. Als Ian Don, Touchstone, Star Books. - 1986: 4 Bilderbücher zu Disneys Gummibärenbande. Als Ian Don, Disney, Target Books. Filmadaptionen - Splash - Down and Out in Beverly Hills |